# Kurt Hueck
Adolf Konrad Kurt Hueck (* 16. Januar 1897 in Berlin; † 28. Juli 1965 in Buenos Aires in Argentinien) war ein deutscher Botaniker und Verfolgter des Nationalsozialismus. Sein offizielles botanisches Autorenkürzel lautet „Hueck“.

## Leben
Kurt Hueck wurde als Sohn des Schildermalers Ernst Robert Gustav Hueck und seiner Ehefrau Alma Martha geborene Biester am 16. Januar 1897 in der Straußbergerstraße 16 in Berlin geboren. Er studierte von 1921 bis 1925 Naturwissenschaften und besonders Botanik an der Universität Berlin, unter anderem bei Ludwig Diels (1874–1945) und Hermann Reimers (1893–1961).
1925 wurde er zum Dr. phil. promoviert. Das Thema seiner Dissertation war Vegetationsstudien auf Brandenburgischen Hochmooren. Von 1924 bis 1944 arbeitete er als wissenschaftlicher Mitarbeiter der Staatlichen Stelle für Naturdenkmalpflege beziehungsweise der Reichsstelle für Naturschutz. 1933 habilitierte er sich an der Landwirtschaftlichen Hochschule Berlin. Von 1933 bis 1934 war Hueck Privatdozent für Botanik an der Landwirtschaftlichen Hochschule und von 1934 bis 1937 an der Universität Berlin. 
1937 wurde Hueck die Lehrbefugnis entzogen, da er mit einer Jüdin, der Tochter des Astronomen Simon Archenhold, verheiratet war und sich weigerte, sich von ihr scheiden zu lassen. Im Herbst 1944 wurde er von der Gestapo als Zwangsarbeiter in ein Arbeitslager nach Leuna deportiert, wo er hinter Stacheldraht schwerste und erniedrigende Arbeit verrichten musste.
Von 1946 bis 1948 war Hueck ordentlicher Professor für Landwirtschaft und Forstbotanik und Direktor des Instituts für Landwirtschaftliche Botanik der Universität Berlin. Von 1949 bis 1953 lehrte er als Professor für Botanik am Instituto Miguel Lillo der Nationalen Universität Tucumán in Argentinien, wo auch Hermann Otto Sleumer arbeitete. Von 1953 bis 1956 war er Professor für Botanik am Departamento de Botânica der Universität von São Paulo, Brasilien, und von 1956 bis 1959 Professor für Botanik am Instituto Forestal Latino Americano de Investigación y Capacitación in Mérida (Venezuela).
1960 kehrte Hueck wieder nach Deutschland zurück und lehrte als ordentlicher Professor em. für Botanik am Institut für Waldbau der Universität München. Seine Hauptarbeitsgebiete waren Pflanzensoziologie und Pflanzengeographie, Vegetationskartierung, Moorkunde, Naturschutz und Forstbotanik.